# Strada statale 353 della Bassa Friulana
La ex strada statale 353 della Bassa Friulana (SS 353), ora strada regionale 353 della Bassa Friulana (SR 353), è una strada regionale che collega Udine con Muzzana del Turgnano, correndo sempre in provincia di Udine.

## Percorso
Parte nella zona sud di Udine, dopo la rotonda di piazzale Gio Batta Cella, tagliando la pianura friulana verso meridione attraverso Zugliano, Pozzuolo del Friuli e Mortegliano. Qui la strada regionale incrocia la ex strada statale 252 di Palmanova e raggiunge la località di Castions di Strada. Termina poi con un tratto per lo più rettilineo a Muzzana dove si innesta con la strada statale 14 della Venezia Giulia.
Dal 1º gennaio 2008 la gestione del è passata alla Regione Friuli-Venezia Giulia, che ha provveduto al trasferimento delle competenze alla società Friuli Venezia Giulia Strade S.p.A..